# Червеобразные саламандры
Червеобразные саламандры, или коротконогие саламандры (лат. Batrachoseps) — род саламандр из семейства безлёгочных саламандр (Plethodontidae) отряда хвостатых земноводных.
Общая длина представителей этого рода варьирует от 4 до 13 см. Голова маленькая. Туловище вытянутое, длинное, стройное червеобразное. Конечности слабо развиты. Хвост довольно длинный. Окраска спины коричневая, чёрная, серая, оливковая разных оттенков, обычно тёмных. Брюхо и бока немного светлее спины.
Любят влажную почву в лесистой местности. Прячутся под камнями, в норах. Способны зарываться в землю. Активны в сумерках или ночью. Питаются мелкими беспозвоночными.
Яйцекладущие земноводные. Самки откладывают до 50 яиц.
Распространены в США (штаты Орегон и Калифорния), а также в Мексике (штат Нижняя Калифорния).
Род насчитывает 21 вид:
- Batrachoseps altasierrae
- стройная саламандра (Batrachoseps attenuatus)
- Batrachoseps bramei
- саламандра Кемпа (Batrachoseps campi)
- Batrachoseps diabolicus
- Batrachoseps gabrieli
- Batrachoseps gavilanensis
- Batrachoseps gregarius
- Batrachoseps incognitus
- Batrachoseps kawia
- Batrachoseps luciae
- пустынная саламандра (Batrachoseps major)
- Batrachoseps minor
- юнжокалифорнийская саламандра (Batrachoseps nigriventris)
- червеобразная саламандра (Batrachoseps pacificus)
- Batrachoseps regius
- Batrachoseps relictus
- Batrachoseps robustus
- плоская саламандра (Batrachoseps simatus)
- саламандра Стеббинса (Batrachoseps stebbinsi)
- орегонская саламандра (Batrachoseps wrighti)